# Грабе-Польські
Грабе-Польські (пол. Grabie Polskie) — село в Польщі, у гміні Гомбін Плоцького повіту Мазовецького воєводства.
Населення — 219 осіб (2011).
У 1975-1998 роках село належало до Плоцького воєводства.

## Демографія
Демографічна структура станом на 31 березня 2011 року:
|          | Загалом | Допрацездатний вік | Працездатний вік | Постпрацездатний вік |
| -------- | ------- | ------------------ | ---------------- | -------------------- |
| Чоловіки | 110     | 28                 | 74               | 8                    |
| Жінки    | 109     | 16                 | 67               | 26                   |
| Разом    | 219     | 44                 | 141              | 34                   |